# 長崎県立長崎高等技術専門校
長崎県立長崎高等技術専門校（ながさきけんりつながさきこうとうぎじゅつせんもんこう、Nagasaki Advanced Technical College）は、長崎県西彼杵郡長与町高田郷にある県立の若年者向け職業能力開発校。

## 概要
歴史
1946年（昭和21年）に開設された「長崎県建築工補導所」・「長崎県電気溶接工補導所」・「長崎県和洋裁補導所」を前身とする。2011年（平成23年）に創立65周年を迎えた。
入学資格
高等学校卒業者（定時制の課程・通信制の課程を含む）またはそれと同等の学力を有し、選考試験に合格した者。
設置課程・学科
2年課程（4学科）
- 電気システム科
- 自動車整備科
- 建築設計施工科
- 機械加工・制御科

1年課程（3学科）
- 溶接技術科
- 商業デザイン科
- 観光・オフィスビジネス科

短期課程（1学科）
- 配管設備科: 訓練期間は7か月

## 沿革
前身校
工業系
- 1946年（昭和21年）
  - 7月 - 長崎市古河町30番地にあった佐藤造船鉄工所の建物の一部を借用し、「長崎県建築工補導所」（建築科）と「長崎県電気溶接工補導所」（溶接科）を開設。

- 1947年（昭和22年）
  - 1月 - 長崎県建築工補導所と長崎県電気溶接工補導所を長崎市小曽根町3番地（元: 長崎要塞司令部跡）へ移転し、木工科を増設。
  - 9月 - 長崎県建築工補導所を「長崎県建築木工補導所」に、長崎県電気溶接工補導所を「長崎県溶接工補導所」に改称。

- 1948年（昭和23年）
  - 4月1日
    - 長崎県建築木工補導所を「長崎県立長崎第一公共職業補導所」に改称。
    - 長崎県溶接工補導所を「長崎県立長崎第二公共職業補導所」に改称。

- 1949年（昭和24年）4月1日 - 長崎第一公共職業補導所と長崎第二公共職業補導所を統合し、「長崎県立長崎公共職業補導所」に改編。
- 1950年（昭和25年）4月1日 - 事務科を増設。
- 1952年（昭和27年）4月1日 - ミシン組立修理科を増設。
- 1957年（昭和32年）4月1日 - 夜間溶接科を増設。
- 1958年（昭和33年）
  - 3月31日 - ミシン組立修理科を廃止。
  - 4月1日 - 機械科を増設。
  - 7月 - 職業訓練法の施行により、「長崎県立長崎職業訓練所」に改称。

- 1959年（昭和34年）
  - 4月1日 - 自動車整備科と塗装科を西彼杵郡長与村高田郷小田2018番地に増設。
  - 6月 - 機械科と木工科を西彼杵郡長与村高田郷2018番地へ移転。

- 1965年（昭和40年）4月1日 - 長崎県立蛍茶屋公共職業訓練所を統合する。

裁縫系
- 1946年（昭和21年）11月25日 - 長崎市中川町128番地にあった蛍茶屋会館の一部を借用し、「長崎県和洋裁補導所」（洋裁科）を開設。
- 1949年（昭和24年）4月1日 -「長崎県立長崎女子公共職業補導所」に改称。
- 1956年（昭和31年）4月1日 -「長崎県立蛍茶屋公共職業補導所」に改称し、男子服科を増設。
- 1958年（昭和33年）7月 - 職業訓練法の施行により、「長崎県立蛍茶屋公共職業訓練所」に改称。
- 1959年（昭和34年）4月1日 - 男子服科を洋服科に改称。
- 1965年（昭和40年）3月31日 - 長崎県立長崎職業訓練所に統合され、廃止。

統合
- 1965年（昭和40年）4月1日 - 蛍茶屋公共職業訓練所が長崎県立長崎職業訓練所に統合される。和裁科を増設。
  - 庁舎を長崎市小曽根町3番地から西彼杵郡長与村高田郷2018番地へ移転完了。
- 1969年（昭和44年）
  - 4月1日 - 洋裁科を縫製科に改称。
  - 10月1日 - 新職業訓練法の施行により、「長崎県立長崎専修職業訓練校」に改称。
- 1972年（昭和47年）4月1日 - 配管科を増設。
- 1973年（昭和48年）3月31日 - 洋服科と和裁科を廃止。
- 1975年（昭和50年）
  - 3月31日 - 事務科を廃止。
  - 4月1日 - 「長崎県立長崎高等職業訓練校」に改称し、高等訓練課程の機械製図科を増設。
- 1978年（昭和53年）
  - 3月31日 - 機械製図科を廃止。
  - 4月1日 - 自動車整備科を普通課程II類へ移行。
- 1979年（昭和54年）
  - 3月31日 - 夜間溶接科を廃止。
  - 4月1日 - 機械科を普通課程II類へ移行し、構造物鉄工科（普通課程II類）を増設。
- 1980年（昭和55年）4月1日 - 電気科（普通課程II類）を増設。
- 1982年（昭和57年）4月1日 - 塗装科特別コースを増設。
- 1984年（昭和59年）1月 - 「第1回みんなの技能のひろば」を開催。
- 1987年（昭和62年）
  - 4月1日
    - 自動車整備科3級自動車整備士養成施設を廃止し、普通課程II類2年課程の2級自動車整備士養成施設へ移行。
    - 高島炭鉱の閉山に伴い、西彼杵郡高島町に高島分校（板金・溶接、塗装・インテリアの2科）を設置。
- 1988年（昭和63年）
  - 3月31日 - 高島分校を廃止。
  - 4月1日 - 建築科を専修課程から普通課程I類へ移行し、構造物鉄工科を廃止。
- 1991年（平成3年）7月から12月 - 雲仙普賢岳噴火災害のため、県立島原高等職業訓練校の電気工事科が訓練を実施。
- 1993年（平成5年）4月1日 - 建築科を木造建築科に、機械科を精密加工科に改称。
- 1994年（平成6年）
  - 4月1日
    - 職業能力開発促進法の改正に伴い、「長崎県立長崎高等技術専門校」（現校名）に改称し、専修課程を高卒普通課程へ移行。
    - 木造建築科（普通課程II類）を増設。
- 1995年（平成7年）3月31日 - 木造建築科（普通課程I類）を廃止。
- 1997年（平成9年）3月31日 - 塗装科特別コースを廃止。
- 1998年（平成10年）3月31日 - 縫製科（服飾デザイン科）を廃止。
- 2001年（平成13年）
  - 3月31日 - 精密加工科、配管科、木工科、金属塗装科を廃止。
  - 4月1日 - 現在地に校舎を新築し、移転を完了。メカトロニクス科、建築設計科、商業デザイン科、OA事務科を新設。電気工事科を2年課程へ変更。木造建築科の中卒2年課程を新設。
- 2002年（平成14年）4月1日 - 池島炭鉱の閉山に伴い、配管科（特別コース）を開設。
- 2003年（平成15年）3月31日 - 配管科（特別コース）を廃止。
- 2006年（平成18年）
  - 3月31日 - 建築設計科を廃止。
  - 4月1日 - 木造建築科（高卒2年課程）を新設。
- 2007年（平成19年）3月31日 - 木造建築科（中卒2年課程）を廃止。
- 2011年（平成23年）4月1日 - 電気システム科を新設。
- 2012年（平成24年）
  - 3月31日 - 電気・配管システム科を廃止。
  - 4月1日 - 配管設備科（短期課程）を新設。技能・技術向上支援センターを新築。
- 2013年（平成25年）4月1日 - 機械加工・制御科を新設。

## 施設
実習棟
- A棟 - 機械加工・制御科
- B棟 - 1階: 溶接技術科・電気システム科、2階: 電気システム科、配管設備科
- C棟 - 建築設計施工科
- D棟 - 1階: 自動車整備科、2階: 商業デザイン科

管理棟
- 1階 - 校長室、職員室、大会議室、小会議室、相談室
- 2階 - 各科教室、視聴覚室
- 3階 - 建築設計施工科、観光・オフィスビジネス科、CAD室、パソコン室、図書室等

学生寮
- 「匠寮」（3階建て）・学生ホール（食堂）

その他
- 技能・技術向上支援センター
- グラウンド、コミュニティプラザ、体育館、テニスコート、駐輪場、駐車場

## 行事
3学期制。
1学期
- 4月 - 春季休業、入校式・始業式、ガイダンス、ラジオ体操指導、専門校生活講話、健康診断、交通安全講話
- 5月 - 避難訓練、学生募集説明会
- 6月 - 校長講話、労働安全講話、就職教育講話
- 7月 - 1日体験入校、中学生ものづくり教室、終業日
- 8月 - 夏季休業

2学期
- 8月 - 始業式
- 9月 - 見学会
- 10月 - 健康診断、推薦選考試験、一般選考試験
- 11月 - 人権教育講話、みんなの技能のひろば
- 12月 - 消費生活支援講座、第1回追加選考試験、終業日、冬季休業

3学期
- 1月 - 冬季休業、始業日
- 2月 - 技能照査・修了試験、第2回追加選考試験
- 3月 - 修了式・終業式、春季休業

## 交通アクセス
最寄りのバス停
- 長崎自動車（長崎バス）「商業入口」バス停より徒歩約6分
  - JR九州長崎駅から1番または9番の長与ニュータウン行きのバスに乗車
  - JR九州長与駅から20番長崎新地（青葉台団地経由）行きに乗車
- 長崎県交通局（長崎県営バス）「女の都入口」バス停より徒歩約15分
  - JR九州長崎駅から女の都入口行きのバスに乗車

車
- 川平有料道路「女の都ランプ」より約3分
- 長崎県道113号長与大橋町線

## 周辺
- 長崎市立長崎商業高等学校
- 長崎県立大学シーボルト校（旧: 県立長崎シーボルト大学）
- 長与町立高田中学校